# DB Netz
DB Netz AG byl německý, státem vlastněný manažer železniční infrastruktury a dceřiná společnost skupiny DB Netze. Byl vlastníkem a provozovatelem drah v Německu. Byl stoprocentní dceřinou společností koncernu Deutsche Bahn (DB). Zajišťoval provoz na 87,5 % německé železniční sítě (v roce 2016 to bylo 33 440 km tratí), což z něj činilo největšího evropského poskytovatele železniční infrastruktury.

## Historie
Společnost DB Netz AG byla založena v průběhu druhé etapy železniční reformy v Německu 1. ledna 1999 odštěpením od divize Group Track Infrastructure společnosti Deutsche Bahn AG.
1. ledna 2001 byla společnost restrukturalizována. Byly vytvořeny tři segmenty „Dálková a městská síť“, „Regionální síť“ a „Zařízení pro formování vlaků / Překládací stanice“.
Společnost zanikla 27. prosince 2023 začleněním do nově vzniklé firmy DB InfraGO.

## Přístup k síti
Železniční společnost (EVU) může objednat jízdní řády na infrastruktuře DB Netz AG. Tento přístup k železniční dopravní cestě je povolen v souladu s předpisy obecného železničního zákona (AEG) a je sledován Federální agenturou pro elektřinu, plyn, telekomunikace, poštu a železnice.
Každý zákazník (obvykle železniční společnost) je společností DB Netz přidělen do jedné ze svých regionálních oblastí pro podporu a fakturaci. Jedná se zpravidla o regionální oblast, v jejímž území má zákazník sídlo. DB Netz prodává svým zákazníkům kapacitu tras (ve formě jízdních řádů) a přístup k místním zařízením.

## Organizace

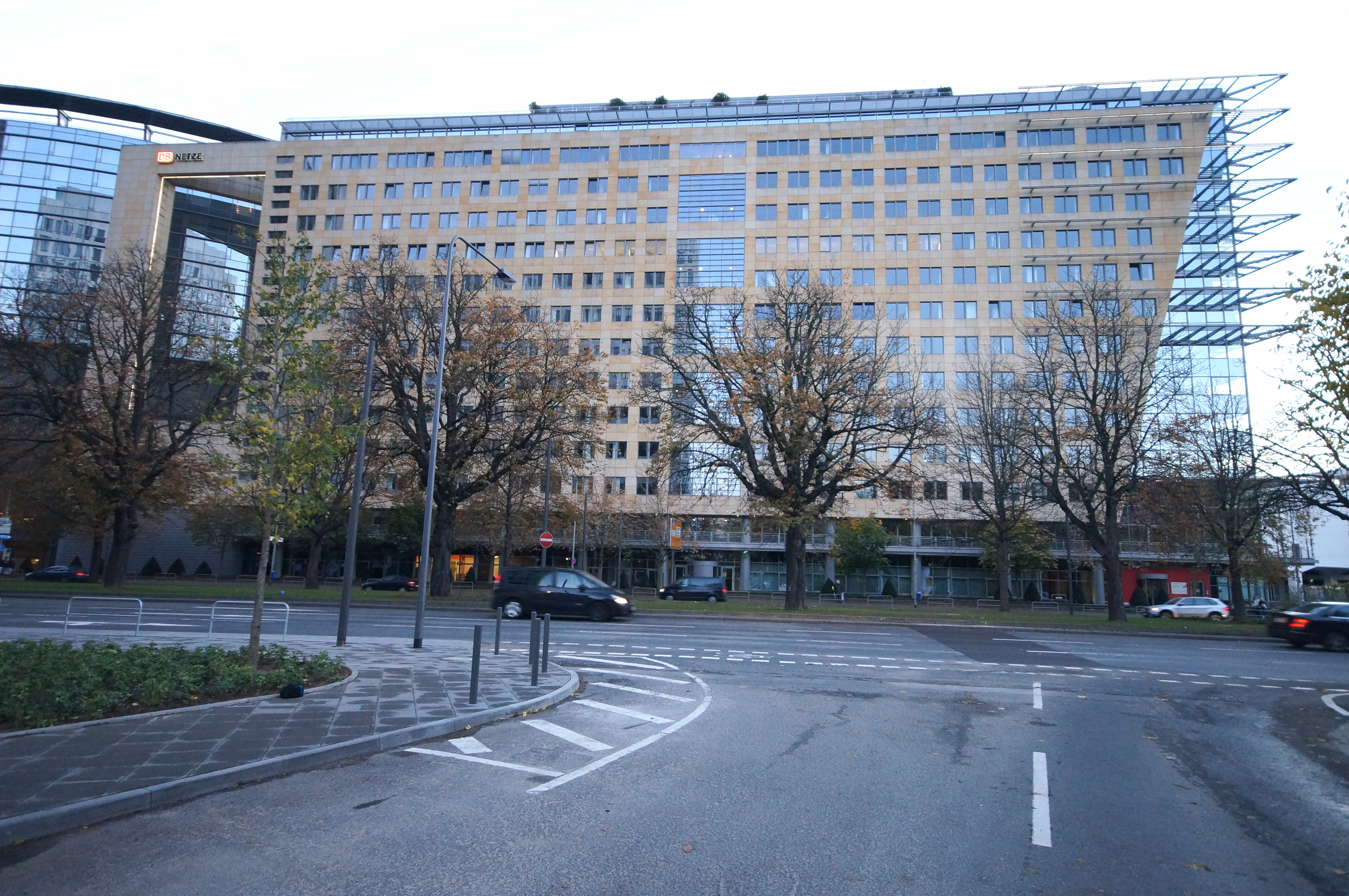
Sídlo společnosti DB Netz v Theodor-Heuss-Allee ve Frankfurtu nad Mohanem

DB Netz je součástí koncernu Deutsche Bahn (DB). Samotný správce infrastruktury patří do skupiny DB Netze, která sdružuje organizace podílející se na provozu a údržbě železniční dopravní cesty. Do skupiny patří tyto organizace:

### DB Station & Service
DB Station & Service AG Je předním evropským provozovatelem nádražních budov s přibližně 5400 stanicemi. Kromě hlavní činnosti, rozvoje a provozu budov, kombinuje obchodní pole širokou škálu služeb na nádraží a v jeho okolí.

### DB Energie
DB Energie GmbH je energetický manažer pro železniční infrastrukturu v Německu a odpovídá za provoz trakční proudové sítě 16,7 Hz, čerpacích stanic pro železniční vozidla, systémů Ad-Blue a předehřívání vlaků. DB Energie také poskytuje dodávku trakčního proudu a nafty a nabízí komplexní opatření v oblasti energetické účinnosti pro železniční dopravce.

### Deutsche Umschlaggesellschaft Schiene-Straße
Deutsche Umschlaggesellschaft Schiene-Straße mbH je dceřinou společností společnosti DB Netz AG, která provozuje řadu terminálů (překladišť) pro kombinovanou dopravu po celém Německu.

### DB Netz
DB Netz má sídlo ve Frankfurtu nad Mohanem a v sedmi regionálních oblastech (RB). Regionální oblasti se nacházejí v Berlíně (RB Ost), Frankfurtu nad Mohanem (RB Mitte), Duisburgu (RB West), Hannoveru (RB Nord), Karlsruhe (RB Südwest), Lipsku (RB Südost) a Mnichově (RB Süd). Každá regionální oblast má několik výrobních míst, která jsou odpovědná za údržbu a provoz. Ostatní oddělení jsou také zastoupena na příslušných místech. Příslušné regionální sítě dále patří do každé regionální oblasti.
Obrat společnosti DB Netz AG v roce 2017 činil 5,64 miliardy eur.
Počet zaměstnanců se od roku 2010 neustále zvyšuje. V roce 2018 měla společnost 46 969 zaměstnanců.

## Vozidla

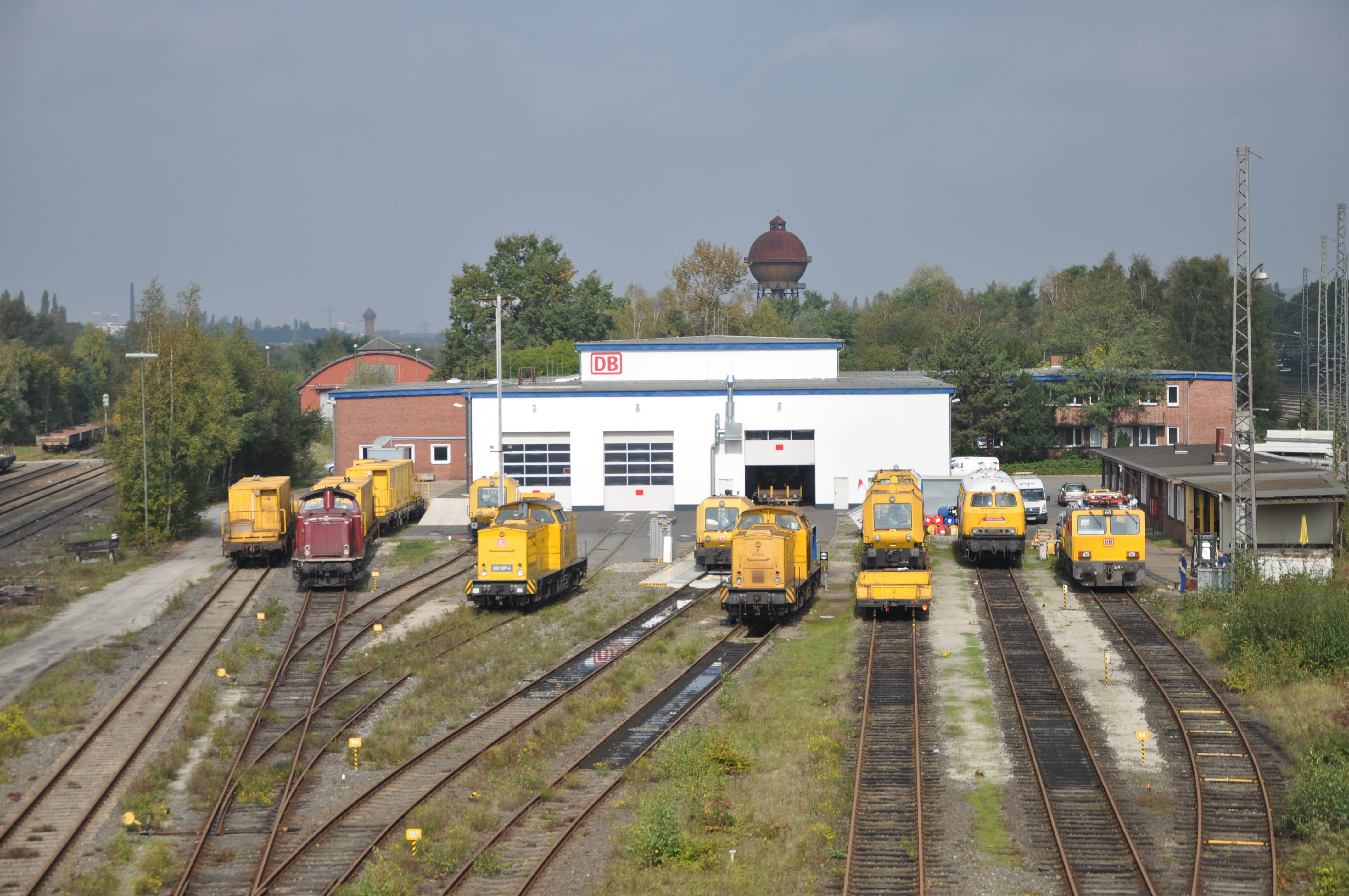
Různé servisní vozy DB Netz v Duisburg-Wedau

DB Netz udržuje přibližně 750 železničních vozidel pro údržbu železniční sítě. Kolejová vozidla a vozidla údržby trolejového vedení, měřicí soupravy, nouzová technika, stroje pro stavbu tratí, vozidla pro kontrolu tunelů a technologie pro odklízení sněhu. Vozidla jsou zařazena do skupiny strojů DB Netz a jejich provozní připravenost zajišťuje 400 servisních zaměstnanců. Vozidla jsou servisována a opravována v pěti dílnách v Berlíně, Norimberku, Hannoveru, Duisburgu a Karlsruhe. Každý rok se do nových vozidel investuje přibližně 60 milionů eur.
Nouzová technologie pomáhá při vyprošťování poškozených vozidel a v případě nehody. Jejich vozový park se v současné době obnovuje, včetně 49 záchranných vlaků s technologií montovaných na železnici, sedmi záchranných vlaků pro tunely a pěti jeřábových kladkostrojů.

## Spolupráce s Českem
DB Netz spolupracuje s českým správcem železniční infrastruktury Správou železnic na projektové přípravě vysokorychlostní tratě Praha - Ústí nad Labem - Drážďany.V srpnu roku 2020 vypsala společnost DB Netz tendr na dokumentaci pro územní řízení ke Krušnohorskému tunelu. 